# Reichenstein (Totes Gebirge)
Der Reichenstein  ist ein 1913 m ü. A. hoher Berg im Toten Gebirge in Österreich. Durch seine große Südwand beherrscht der Reichenstein das Landschaftsbild des
östlichen Grundlsees.

## Zustieg zum Gipfel
Der Reichenstein ist nicht durch markierte Wanderwege erschlossen und wird selten besucht. Der leichteste Zustieg erfolgt von Westen vom Weg der zum Albert-Appel-Haus führt, über den Häuselkogel.
Die Südwand kann über eine grasige Rampe, die von West nach Ost zieht, durchstiegen werden.

## Höhlen
Im Reichenstein befinden sich mehrere Höhlen. Unter anderem die Gamssulzenhöhle (Kat. Nr. 1624/27) an der Ostseite des Reichensteins in etwa 1600 m ü. A.. Die Durchgangshöhle ist bis zu 200 Meter tief. Eine Salzlecke in der an den 36 Meter breiten und 10 Meter hohen Nordeingang anschließenden Halle verhalf der Höhle zu ihrem Namen.